# Galgo húngaro
Galgo húngaro[Nota](em húngaro:  magyar agar) é uma raça rara fora de seu país natal ou da Transilvânia. Classificado como de mesma personalidade que seu parente britânico, é visto como caçador ativo, apesar de ser plácido e tímido, difícil de transparecer emoção. De adestramento considerado mediano, tem a pelagem curta que não oferece proteção para o frio ou umidade. Como os demais greyhound, é um corredor nato, descendente de raças que viveram há 5 mil anos no Antigo Egito.